# Creacionismo de la Tierra joven
El creacionismo de la Tierra joven es una forma de creacionismo que sostiene como dogma central que la Tierra y sus seres vivos fueron creados en sus formas presentes por la acción sobrenatural de una deidad hace aproximadamente seis mil o diez mil años atrás. En su versión más difundida, se basa en la creencia religiosa de la inerrancia de ciertas interpretaciones literales del Libro del Génesis. Sus principales adherentes son cristianos que sostienen que Dios creó la Tierra en seis días, en contraste con el creacionismo de la Tierra vieja, que sostiene que las interpretaciones literales del Génesis son compatibles con las edades científicamente comprobadas del universo y la Tierra.
Desde la mitad del siglo XX, los creacionistas de la Tierra joven —empezando con Henry Morris (1918-2006)— han desarrollado y promovido una interpretación pseudocientífica llamada «ciencia de la creación» como base de su creencia religiosa en una creación sobrenatural y geológicamente reciente. Algunos creacionistas de la Tierra joven contemporáneos plantean protestas contra el consenso científico, establecido por numerosas disciplinas científicas, que demuestra que la edad del universo ronda los 13 800  millones de años, que la formación de la Tierra y el sistema solar sucedió hace cerca de 4600 millones de años y que el origen de la vida ocurrió hace aproximadamente 4000 millones de años.
Una encuesta de Gallup del 2019 encontró que el 40 % de los estadounidenses creía que Dios había creado a los humanos en su forma presente, el 33 % creía que los humanos habían evolucionado, pero con dirección divina, y solo el 22 % creía los humanos habían evolucionado sin intervención divina. Además, de entre los que tenían título universitario, el 23 % creía que Dios había creado a los humanos en su forma presente, el 40 % creía que los humanos habían evolucionado, pero con dirección divina, y solo el 33 % creía los humanos habían evolucionado sin intervención divina. Se sugirió sin embargo que los resultados de esta encuesta no resultan concluyentes por no considerar más específicamente la incertidumbre y la ambivalencia.
Algunas de las organizaciones creacionistas de la Tierra joven más grandes son Answers in Genesis, Institute for Creation Research and Creation Ministries International.

## Antecedentes e historia

### Datación bíblica de la creación
Los creacionistas de la Tierra joven afirman que su visión tiene sus raíces más tempranas en el judaísmo, citando por ejemplo el comentario del Génesis de Abraham ben Meir ibn Ezra. Shai Cherry, de la Universidad Vanderbilt, observa no obstante que los teólogos judíos modernos generalmente rechazan dichas lecturas literales e incluso los comentaristas judíos que se oponen a algunos aspectos de la ciencia suelen aceptar la evidencia de que la Tierra es mucho más vieja. Muchos de los primeros judíos también siguieron una interpretación meramente alegórica del Génesis, incluyendo notablemente a Filón de Alejandría.
La datación cronológica de la creación en el 4004 a. C. era la más aceptada y popular, principalmente por haber sido incluida en la Biblia del rey Jacobo. La menor datación registrada entre las tradiciones cristianas y judías tradicionales ubicaba la creación en el 3616 a. C. y fue dada por Yom Tov Lippmann en el siglo XVII, mientras que la mayor ubicaba la creación en el 6984 a. C. y fue dada por Alfonso X de Castilla. Algunos defensores contemporáneos del creacionismo de la Tierra joven, sin embargo, han datado la creación varios miles de años atrás, proponiendo huecos significantes en las genealogías de los capítulos 5 y 11 del Génesis. Harold Camping por ejemplo ha datado la creación en el 11013 a. C., mientras que Christian Karl Josias von Bunsen la ha datado en el 20000 a. C.
La hermenéutica de la Reforma protestante llevó a muchos reformistas, incluyendo a Juan Calvino, Martín Lutero y otros protestantes más tardíos, a una lectura literal de la Biblia, manteniendo esta visión de la Tierra joven.
La visión dominante de principios de la Edad Moderna fue que la Tierra tenía unos miles de años de edad y se puede encontrar típicamente referenciado en trabajos de poetas y dramaturgos reconocidos de la época, incluyendo a William Shakespeare.

### Revolución científica y la Tierra vieja
El apoyo por la Tierra joven disminuyó entre los científicos y filósofos del siglo XVIII debido a la Ilustración y la Revolución científica. En particular, los nuevos descubrimientos geológicos requerían de una Tierra mucho más vieja que unos pocos miles de años. 
La teoría imperante hasta ese momento era el catastrofismo, que sostenía que la Tierra había llegado a su estado actual mediante catástrofes, eventos violentos y repentinos, de corta duración y alcance global. En particular, Abraham Gottlob Werner había propuesto el neptunismo, que atribuía el origen de las rocas a la cristalización de minerales en océanos primitivos. Este modelo habilitaba la posibilidad teórica del diluvio y asumía la validez histórica del Génesis. 
No obstante, James Hutton, ahora considerado como el padre de la geología moderna, exploró el concepto de tiempo profundo y propuso el uniformismo o gradualismo, que supone que las leyes y los procesos naturales que operan en la actualidad tienen que ser uniformes y haber operado en el pasado, por lo que entiende que no hubo catástrofes, sino que la Tierra llegó a su estado actual por procesos graduales desarrollados a lo largo de millones de años. En concreto, James Hutton defendía el plutonismo, que entendía al calor como causa agente de estos cambios. 
Si bien el plutonismo terminó siendo rechazado, el uniformismo fue popularizado por Charles Lyell a principios del siglo XIX y, para 1830, el consenso científico había abandonado la Tierra joven como una hipótesis seria. A la luz de este descubrimiento, los reverendos William Buckland y Adam Sedgwick, así como otros geólogos que antes defendían el catastrofismo y el diluvio bíblico, confinaron sus explicaciones a diluvios locales. Además, el académico John H. Mears desarrolló el creacionismo del día-era y encontró apoyo en reconocidos académicos y científicos cristianos. Entre ellos, uno de los padres de la mineralogía, James Dwight Dana, le dedicó cuatro artículos al tema.
El abandono del creacionismo de la Tierra joven en el siglo XIX encontró oposición en los llamados «geólogos bíblicos» y los fundadores del Victoria Institute.

### Fundamentalismo cristiano y la Tierra joven
El desarrollo del fundamentalismo cristiano a principios del siglo XX trajo consigo el rechazo de la evolución. Sin embargo, sus exponentes defendían principalmente el creacionismo de los huecos o del día-era. En 1890, la profeta adventista del séptimo día Ellen G. White escribió Patriarchs and Prophets, que describía el impacto del gran diluvio en la forma actual de la Tierra. En 1906, el adventista del séptimo día George McCready Price escribió Illogical Geology, que argumentaba que, aunque algunos fósiles parecieran más viejos que otros, era imposible demostrarlo, porque las fallas posibilitaban que se encontraran en cualquier orden y consecuentemente invalidaban su dataje secuencial. Price en cambio afirmaba que todos los fósiles habían sido producidos en el diluvio universal y que la escala temporal geológica era un engaño promovido por el diablo. En 1913, escribió The Fundamentals of Geology, y, en 1923, The New Geology. Su trabajo atrajo poco seguimiento y sus principales defensores fueron pastores luteranos y adventistas del séptimos día norteamericanos.  Price adquirió popularidad entre fundamentalistas por su oposición a la evolución, pero sus ideas de la Tierra joven fueron mayoritariamente ignoradas.
En 1954, Bernard Ramm escribió su libro The Christian View of Science and Scripture, que criticaba severamente el trabajo de Price. Este autor, en conjunto con J. Laurence Kulp, geólogo miembro de los Hermanos de Plymouth, y otros científicos, influyó en que organizaciones cristianas como la American Scientific Affiliation no apoyaran la geología diluviana.
Subsecuentemente, en 1961, Henry M. Morris y John C. Whitcomb escribieron The Genesis Flood, que adaptaba y actualizaba el trabajo de Price. Morris y Whitcomb argumentaban que la Tierra era geológicamente reciente y que el gran diluvio había formado los estratos geológicos en el espacio de un solo año, reviviendo argumentos catastrofistas. Para estos autores, los registros geológicos eran evidencia del creacionismo.  Este libro fundó una nueva generación de creacionistas de la Tierra joven que se articularon alrededor de la Creation Research Society y el Institute for Creation Research.
Mientras que muchos creacionistas de la Tierra joven sostienen que los dinosaurios no existieron, en ese libro, Morris, citando a Clifford L. Burdick, afirmó que los dinosaurios habían coexistido con los humanos ya que recientemente se habían hallado huellas de dinosaurios y huellas humanas en la misma capa rocosa en la formación Glen Rose, en el río Paluxy. Sin embargo, la familia de George Adams, considerado como el primer hombre en proclamar el hallazgo, posteriormente admitió que se trataba de un fraude y esa sección fue removida de la tercera edición del libro.
Langdon Gilkey comenta que los creacionistas de la Tierra joven entienden que todos los sistemas y movimientos anticristianos, tales como el ateísmo, el agnosticismo, el socialismo, el comunismo, el fascismo, el racismo, el humanismo, el liberalismo y el conductismo, encuentran su fundamento en una comprensión anticristiana de la ciencia, el gradualismo evolucionista. Si se estableciera un entendimiento cristiano, la geología diluviana, con una base científica firme, entonces, todos estos sistemas colapsarían, quedando privados de su fundación pseudocientífica.

## Impacto
La Tierra joven ha tenido un considerable impacto en el creacionismo y el fundamentalismo cristiano, pero no ha gozado de tanta repercusión en los sectores menos literalistas del cristianismo. La iglesia católica y las iglesias ortodoxas orientales, por ejemplo, aceptan la posibilidad de una evolución teísta, aunque algunos de sus miembros individuales apoyen el creacionismo de la Tierra joven sin explícita condena.
La adherencia al creacionismo de la Tierra joven y, en general, el rechazo de la evolución son más comunes en los Estados Unidos que en el resto del Occidente. Una encuesta de Gallup del 2019 encontró que el 40 % de los estadounidenses creía que Dios había creado a los humanos en su forma presente, el 33 % creía que los humanos habían evolucionado, pero con dirección divina, y solo el 22 % creía los humanos habían evolucionado sin intervención divina. Además, de entre los que tenían título universitario, el 23 % creía que Dios había creado a los humanos en su forma presente, el 40 % creía que los humanos habían evolucionado, pero con dirección divina, y solo el 33 % creía los humanos habían evolucionado sin intervención divina. Asimismo, una encuesta de The Harris Poll del 2009 encontró que el 39 % de los estadounidenses creía que Dios creó el universo, la Tierra, el Sol, la Luna, las estrellas, las plantas, los animales y las dos primeras personas dentro de los últimos 10 000 años; el 60 % creía que hubo un diluvio dentro de los últimos 10 000 años que cubrió toda la superficie de la Tierra y que fue responsable de la mayoría de los estratos geológicos y registros fósiles que se observan en el mundo; el 18 % creía que la Tierra tenía menos de 10 000 años, y el 35 % creía que Dios creó a los dinosaurios, junto con los humanos y otros animales, hace menos de 10 000 años.
Uno de los motivos para la mayor repercusión en Estados Unidos es la abundancia de fundamentalistas cristianos. Una encuesta de Gallup del 2017 encontró que el 24 por ciento de los estadounidenses creía que la Biblia era la palabra de Dios y debía ser tomada literalmente.
La inauguración del llamado creacionismo de la Tierra joven como una posición religiosa ha llegado a impactar incluso a la educación estadounidense, en que aparecen controversias periódicas acerca de su enseñanza en escuelas públicas junto con o en lugar de la evolución. En 1981, la corte de distrito de Arkansas determinó que la ciencia de la creación no podía ser enseñada en las escuelas públicas porque carecía de artículos publicados en revistas científicas y, aunque se habían presentado testigos que habían sugerido que estaban siendo censurados, sus denuncias eran poco creíbles y ninguno de ellos había producido algún artículo cuya publicación hubiera sido rechazada. Además, el juez tampoco concebía cómo el nuevo pensamiento podría ser censurado tan eficientemente en todos los variados campos de la ciencia.
En 1985, se encontró que solo 18 de 135 000 contribuciones en revistas científicas abogaban por el creacionismo y, en 1987, se estimó que solo setencientos científicos estadounidenses, de entre un total de 480 000, daban crédito a la ciencia de la creación. En 1991, una encuesta de Gallup encontró que solo el 5 % de los científicos estadounidenses se identificaban a sí mismos como creacionistas. Brian Alters, un experto en la controversia entre ciencia y creacionismo, ha sostenido que el 99.9 % de los científicos aceptan la evolución.

## Características y creencias
La creencia común de los creacionistas de la Tierra joven es que la Tierra y la vida fueron creadas en seis días hace menos de 10 000 años. Sin embargo, hay diferentes aproximaciones sobre cómo esto es posible dada la evidencia geológica de escalas de tiempo mucho más largas. El Science Education Resource Center del Carleton College ha identificado dos tipos principales de sistemas de creencias:
- Los defensores de la geología diluviana le dan gran importancia al diluvio universal en la explicación del registro fósil y los estratos geológicos.[54] Las principales organizaciones estadounidenses creacionistas de la Tierra joven, como el Institute for Creation Research y el Answers in Genesis, defienden este enfoque con argumentaciones detalladas y referencias a evidencia científica.[55]
- Los defensores del estado estático claman que el universo, la Tierra y la vida no han experimentado ningún desarrollo y se han mantenido esencialmente iguales.[56] De acuerdo con Ronald L. Numbers, esta creencia no ha sido tan ampliamente promovida por razones históricas.[57] Sus defensores no creen que haya habido extinciones masivas y sostienen que los fósiles tienen que ser engaños o mentiras promovidos por el diablo.[58]

### Visión de la Biblia
Los creacionistas de la Tierra joven sostienen que la Biblia es un registro históricamente certero y factualmente inerrante de la historia natural. Henry Morris, un  exponente del creacionismo de la Tierra joven, explicaba que las lecturas menos literales de la Biblia conducían al desastre teológico y que los cristianos, para ser coherentes, debían, o bien creer todo lo dicho en la Biblia, o bien no creer en nada de lo dicho en la Biblia. Si no se leyeran todos los episodios bíblicos con literalidad, no habría motivo para leer algunos de los aspectos centrales del cristianismo, como la muerte y resurrección deJesús de Nazaret, con literalidad.
Los creacionistas de la Tierra joven defienden entonces que Adán y Eva son ancestros de todos los humanos que han vivido, que Noé y su esposa son ancestros de todos los humanos posdiluvianos y que la diversidad lingüística se originó con la torre de Babel.

### Visión de la ciencia
Los creacionistas rechazan cualquier conclusión científica que se desvíe de la lectura literal de la Biblia y en consecuencia se ven obligados a rechazar el naturalismo metodológico y el uniformismo del método científico.

### Edad de la Tierra
Las genealogías del Génesis son registros que intentan establecer que Abraham es descendiente de Adán por medio de Noé. Los creacionistas de la Tierra joven las interpretan literalmente, incluyendo las edades. Por lo tanto, estos creacionistas sostienen que la edad de la Tierra es de entre 6000 y 10 000 años. Ahora bien, esto se contradice con la edad de 4543.9 millones de años medida usando métodos geocronológicos como la datación radiométrica. No obstante, la datación radiométrica asume tasas de desintegración de radioisótopos constantes, que son rechazadas por los creacionistas de la Tierra joven. El Science Education Resource Center del Carleton College ha sostenido que, como este argumento rechaza el uniformismo, se trata de una postura acientífica, que no puede ser demostrada ni refutada.

### Diluvio universal
Los creacionistas de la Tierra joven creen que el diluvio descrito en Génesis 6‑9 sí que ocurrió, tuvo extensión global y sumergió a todas las tierras secas del mundo. Algunos creacionistas de la Tierra joven van un paso más allá y abogan por una geología diluviana, apropiándose de argumentos en favor del catastrofismo de científicos de finales del siglo XVIII y principios del siglo XIX, como Georges Cuvier y Richard Kirwan. Una de las adopciones más famosas de este modelo ha sido hecha por George McCready Price. Su legado todavía se refleja en las organizaciones creacionistas de la Tierra joven más prominentes. El creacionismo de la Tierra joven ha propuesto diferentes ideas para explicar la masiva cantidad de agua necesaria para que un diluvio sea de escala global.

### Dinosaurios y dragones
Los creacionistas de la Tierra joven sostienen que algunos de los animales mencionados en la Biblia tienen que corresponderse con dinosaurios o dragones y que, por lo tanto, tales criaturas tienen que haber coexistido con los humanos. En particular, el libro de Job menciona al behemot  y al leviatán. La mayoría de académicos entiende al behemot como un hipopótamo, un elefante o un toro, pero los creacionistas discrepan, ya que la Biblia dice que su cola es como un cedro. Además, ya que se lo describe como el animal más grande de la creación, si se aceptara que fuera el elefante o el hipopótamo, se tendría que rechazar los fósiles de dinosaurios de mayor tamaño como engaños o mentiras que no se corresponden con animales que realmente hayan existido. Por esto, los creacionistas defienden que el behemot tiene que corresponderse con el dinosaurio de mayor tamaño. El leviatán, en cambio, suele ser entendido como un cocodrilo o un caimán, pero los creacionistas difieren, ya que la Biblia afirma que es una criatura marina, que es imposible librarse de la sujeción de su mordisco, que es inmune a las armas humanas y que respira fuego. Como tampoco pueden suscribirse a una lectura hiperbólica o puramente mitológica de la criatura, sostienen entonces que se trata de una especie de dragón. En su descripción, se emplea además el término hebreo tanniyn, que los académicos suelen entender como «reptil» o «criatura marina», pero que los creacionistas sugieren que se trata de un término genérico para referirse a los dragones.
Los creacionistas ocasionalmente afirman que los dinosaurios han sobrevivido en Australia y que las leyendas aborígenes son evidencia de esto. Sharon A. Hill y Jeb J. Card han observado que muchos creacionistas han financiado y conducido expediciones criptozoológicas con el propósito de hallar un dinosaurio vivo, esperando invalidar el evolucionismo.
En un artículo de 2019 del Skeptical Inquirer, Philip J. Senter detalló varios engaños a los que llamó los hombres de Piltdown del creacionismo, ya que fueron citados por muchos creacionistas para demostrar una Tierra joven. Entre ellos, muchos ejemplos de supuestos dragones hallados durante los siglos XVI y XVII, el gigante de Cardiff, el ídolo de Granby, los artefactos de Tucson, las huellas de Burdick y las figuras de Acámbaro.

## Relación con otras formas de creacionismo
Como se trata de una posición desarrollada del lado explícitamente antiintelectual de la controversia entre fundamentalistas y modernistas del principio del siglo XX, no existe un único consenso acerca de cómo el creacionismo debe reconciliar la inerrancia bíblica con la evidencia empírica. El creacionismo de la Tierra joven es una las posiciones más estridentemente literalistas, si bien también hay ejemplos de adherentes al geocentrismo y la Tierra plana. Por esto, los conflictos con otras corrientes son habituales. En particular, difieren con los defensores del creacionismo del día-era, del creacionismo de los huecos y de la hipótesis Ónfalo.

### Creacionismo del día-era
El creacionismo del día-era es la rama del creacionismo de la Tierra vieja que sostiene que el Génesis no se refiere a días de veinticuatro horas. Los creacionistas de la Tierra Joven, en cambio, creen que, aunque el Génesis pudiera ser interpretado de distintas maneras, esto sería innecesario porque la evidencia científica apunta a una Tierra joven. 
Ahora bien, con respecto a la interpretación del génesis, los creacionistas de la Tierra joven esgrimen dos argumentos. Primero, que, aunque la palabra hebrea para día pueda significar un periodo extenso de tiempo, en otros lugares de Biblia claramente no lo hace. En Éxodo 20, por ejemplo, el mandato de descansar los sábados no tendría ningún sentido. A esta objeción, los creacionistas del día-era afirman que se está cometiendo una falacia exegética, ya que no hay incompatibilidad con que, en algunos lugares de la Biblia, se emplee un significado y, en otros lugares, se emplee el otro.
Los creacionistas de la Tierra joven también argumentan que, aunque la palabra pudiera significar un periodo extenso de tiempo en alguna parte de la Biblia, en el caso del Génesis, no parece que lo haga, porque los días aparecen enumerados y porque se dice que acaece una «noche y mañana», con lo que los días tienen que tener veinticuatro horas. Sin embargo, algunos académicos hebreos no observan contradicción alguna y admiten que sí que puede ser posible.

### Creacionismo de los huecos
El creacionismo de los huecos es la rama del creacionismo de la Tierra vieja que sostiene que, entre los días de la creación, pueden existir huecos indefinidamente largos. Los creacionistas de la Tierra joven consideran que esta postura es innecesaria, ya que creen que la evidencia científica apunta a una Tierra joven.

### Hipótesis Ónfalo
La hipótesis de Ónfalo propone que, aunque la Tierra sea joven, esta ha sido creada para aparentar ser más vieja. Esta fue propuesta por Philip Henry Gosse en su libro homónimo. El nombre de esta hipótesis viene del griego para «ombligo», porque supondría que Adán y Eva fueron creados con ombligo.  Es rechazada por la ciencia porque se trata de una hipótesis infalsable y es rechazada por la teología porque presupone un Dios engañoso. Los creacionistas de la Tierra Joven consideran que esta postura es innecesaria, ya que creen que la evidencia científica apunta a una Tierra joven.
La idea, no obstante, de la edad aparente del mundo sigue siendo un concepto usado en la literatura creacionista de la Tierra joven.

## Críticas

### Consideraciones teológicas
Los creacionistas de la Tierra joven adhieren fuertemente al principio de inerrancia bíblica y consideran que la Biblia ha sido inspirada por Dios y es infalible, completamente autoritaria en todos los temas de los que trata y carente de error de cualquier tipo, sea científico, histórico, moral o teológico.
Sin embargo, incluso los teólogos modernos que afirman que la Biblia carece de error no la interpretan de manera literal. Este es el caso de la Iglesia católica y algunas Iglesias evangélicas.
Otros teólogos afirman que, si bien la Biblia carece de error moral o teológico alguno, sí que puede caer en errores históricos o científicos. Tal es caso de un artículo publicado por la Iglesia católica en Inglaterra y Gales, en el que comenta que no se le puede exigir completa precisión en materias seculares. Contra esto, los creacionistas de la Tierra joven afirman que la precisión histórica y científica de la Biblia está íntimamente conectada con su autoridad moral y teológica. Para esta visión, o bien se mantiene, o bien cae como un único e indivisible bloque de conocimiento.
Los creacionistas también rechazan algunas posiciones teológicas cristianas modernas, tales como la del sacerdote jesuita, geólogo y paleontólogo francés Pierre Teilhard de Chardin o la del historiador cultural y ecoteólogo Thomas Berry, que descubren la revelación divina primaria en la evolución de las especies y en el desarrollo del universo, respectivamente.

### Refutación científica
El creacionismo de la Tierra joven contradice directamente el consenso científico. Una declaración conjunta de la InterAcademy Partnership, compuesta por 68 academias científicas nacionales e internacionales, ha enumerado las verdades científicas que el creacionismo de la Tierra joven contradice. Entre ellos, niega que el universo, la Tierra y la vida tengan miles de millones de años, que cada uno de ellos haya estado experimentado continuos cambios durante ese lapso de tiempo y que la vida en la Tierra haya evolucionado a partir de un antepasado común hasta todas las formas de vida observadas en el registro fósil y en la actualidad. El evolucionismo es por ahora el único modelo que da cuenta completa de todas las observaciones, mediciones y evidencias descubiertas en los campos de la biología, la ecología, la anatomía, la fisiología, la zoología, la paleontología, la biología molecular, la genética y la antropología, entre otros.
La vasta mayoría de científicos rechaza el creacionismo de la Tierra joven. Cerca del principio del siglo XIX, la ciencia ortodoxa abandonó la idea de que la Tierra tenía menos de millones de años. Mediciones en escalas arqueológicas, biológicas, químicas, geológicas y cosmológicas difieren de la edad que el creacionismo de la Tierra joven estima para la Tierra por hasta cinco órdenes de magnitud, esto es, por un factor de cien mil. Los científicos estiman que los árboles más viejos que siguen vivos datan del 12000 a. C., que las obras de cerámica más antiguas que se poseen datan del 20000 a. C., que depósitos de limo en el lago Suigetsu tienen 52 800 años y que los núcleos helados de los glaciares tienen más de 800 000 años. Todas estas son medidas significantemente más viejas que la edad que el creacionismo de la Tierra joven estima para la Tierra. Otra contradicción aun mayor consiste en nuestra capacidad de observar galaxias a billones de años luz. 
Los creacionistas de la Tierra joven sugieren que los defensores del entendimiento científico moderno, con el cual están en desacuerdo, se ven principalmente motivados por el ateísmo. Los críticos rechazan esta afirmación, indicando que muchos defensores del entendimiento científico moderno son creyentes y que muchos de los grandes grupos religiosos, como la Iglesia Católica, la Iglesia Ortodoxa y la Iglesia Anglicana, creen que ciertos conceptos, tales como la cosmología física, el origen químico de la vida, la evolución biológica y los registros fósiles, no implican un rechazo de las escrituras. Además, los científicos que trabajan contemporáneamente en campos relacionados con la biología, la química, la física y la geología no firman declaraciones de ninguna creencia particular, al contrario que los compromisos de defender la inerrancia bíblica que los creacionistas de la Tierra joven se ven muchas veces obligados a aceptar en sus organizaciones.
Los creacionistas también son acusados frecuentemente  de sacar citas de contexto.  Por ejemplo, los científicos reconocen que en efecto hay numerosos misterios acerca del universo que todavía no han sido resueltos, y trabajan activamente para resolverlos. Sin embargo, muchos estos científicos abrazan abiertamente el ateísmo. Desde el punto de vista teológico y filosófico, también resulta reprochable esta visión del Dios de los huecos.
Los científicos, además, señalan que todos los problemas que los creacionistas de la Tierra observan en el evolucionismo son formulados en términos poco científicos o resultan fácilmente explicables.